# Lords of the Realm II
Lords of the Realm II — компьютерная игра, разработанная Impressions Games и изданная компанией Sierra Entertainment. Продолжение игры 1994 года Lords of the Realm. Сочетала элементы глобальной пошаговой стратегии с тактическими битвами в реальном режиме. Действие игры происходило в средневековой Европе (хотя наряду с картами реальных европейских государств того периода, таких, как Германия и Италия, были доступны фантастические).

## Особенности игры
В Lords of the Realm игрок может почувствовать себя в роли крупного феодала, который ведёт борьбу за власть с другими такими же феодалами (всего в игре могло участвовать от 2 до 5 игроков). Каждый ход соответствует одному из времён года — весне, лету, осени или зиме. Карта поделена на провинции (число которых по сравнению с современными глобальными стратегиями невелико, на  некоторых картах всего 4 провинции), центром каждой из которых является город. На старте игры все феодалы имеют по одной провинции, остальные провинции являются нейтральными. Кроме города, в провинциях могут находиться:
- Каменоломня или железный рудник;
- Лесопилка;
- Поля, часть которых можно было засеять зерном, часть — отвести под пастбища, часть оставить неиспользованными;
- Кузница, которая служила для производства оружия;
- Замок (строение).

### Экономика
Игра имеет достаточно развитую экономику. Население каждой провинции можно распределять между различными работами — добычей камня или железа, работой в кузнице, добычей леса, работой в поле, расчисткой полей (в случае, если какие-то из них пришли в негодность, например, были затоплены в результате наводнения), строительством замка.
Существует показатель счастья населения провинции, который зависит от разных факторов, прежде всего от числа налогов, количества пищи, здоровья населения провинции. Если население провинции недовольно, оно начинает покидать её, а в конце концов может поднять восстание.
Пища, которая делится на молоко и хлеб, используется для того, чтобы прокормить население провинции; чем выше рацион (который можно было регулировать), тем выше счастье и здоровье населения. Если население кормится за счёт коровьих стад, то необходимо определённое количество доярок; при их недостатке люди будут вынуждены забивать коров на мясо. Камень и дерево нужны для строительства замка, а железо и дерево — для производства оружия. Недостающие товары можно купить у купцов, путешествующих по карте (и им же продать то, что находится в избытке). Кроме того, у купцов можно купить эль, немного повышающий счастье населения в данной провинции.

### Ведение войны
Для найма армии необходимо наличие оружия и рекруты, которые берутся из населения провинции. Призыв в армию значительно понижает счастье. Существует 7 различных типов солдат, для каждого из которых требуется свой тип оружия: ополченцы (крестьяне, их можно  нанимать, даже не имея никакого оружия), лучники, мечники, арбалетчики, булавоносцы, копьеносцы и рыцари. Кроме того, в определённый момент в провинции доступны наёмники, для найма которых требуются только деньги. Будучи сформированной, армия может передвигаться по карте и вступать в битвы с другими армиями. Ежесезонно требуются деньги на выплату жалованья солдатам; в противном случае, при недостатке средств казны, солдаты начинают дезертировать. В первый сезон неуплаты дезертирства еще нет, впоследствии оно нарастает. Наемники уходят из армии немедленно.
Обычно захват провинции происходит после взятия её главного города, но, если в ней есть замок, надо сначала начать его осаду, продолжительность которой зависит от численности армии осаждающих и размера замка; только после окончания осады появляется возможность сразиться с гарнизоном замка, чтобы получить контроль над провинцией.

### Дипломатия
В игре существует система дипломатии. Изначально все игроки являются врагами друг другу, но у них есть возможность улучшить отношения друг с другом, обмениваясь посланиями и посылая друг другу подарки; наоборот, оскорбив игрока, можно ухудшить с ним отношения. Когда отношения станут достаточно хорошими, можно заключить союз и договориться о войне против общего врага. Компьютерные игроки, которые условно названы епископ, графиня, барон и рыцарь, имеют разные стили ведения дипломатических переговоров, например, епископ старается быть вежливым и доброжелательным, а рыцарь — агрессивным и высокомерным.
В 1997 вышло дополнение к игре — Lords of the Realm II: Siege Pack, а в 2004 — третья часть серии, Lords of the Realm III.